# Motoreattore

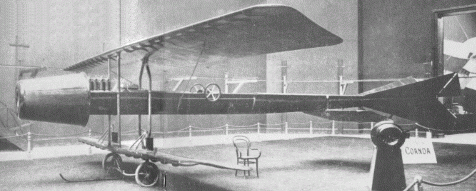
Il Coandă 1.

Il motoreattore, anche detto termogetto, è un primitivo motore a getto nel quale il compressore è trascinato da un motore a pistoni (mentre in un motore turbogetto il compressore è azionato dalla turbina).
Lo sviluppo e l'applicazione di questa tipologia di propulsore si debbono a Henri Coandă, brillante ingegnere di origine rumena, e al suo compagno di studi, Gianni Caproni, presso l'Istituto Montefiore di Liegi.
Appena dieci anni dopo il primo volo umano, Henri Coandă costruì il primo aeroplano a getto. Lavorando per la British Aviation Company, Coandă disegnò infatti una serie di progetti, il primo dei quali, il Coandă 1, utilizzava un motore a pistoni per muovere un compressore a valle del quale avveniva una combustione ed una successiva espansione in un ugello, un concetto chiamato all'epoca "termogetto". Coandă chiamò il suo motore "reaction motor", motoreattore. Il motore poteva erogare una spinta di 220 kg (l'aeroplano così aveva un rapporto spinta-peso di 1:1,9). Il motore a pistoni erogava 50 hp (48,73 CV), e, per mezzo di un cambio di velocità, faceva girare un compressore a 4 000 giri al minuto. Davanti al compressore era posizionata una presa d'aria con petali a geometria variabile che regolava il flusso attraverso il motore. Dietro al compressore una camera di combustione tubolare-anulare; per comparazione, il primo turbogetto Heinkel HeS 3 montato sullo Heinkel He 178, 30 anni dopo, sviluppava 450 kg di spinta.
Il 16 dicembre del 1910 Coandă aveva ultimato la macchina e volle provare ad accendere il motore. Trasportò l'aeroplano a Issy-les-Moulineaux solo per collaudarlo a terra, non erano ancora pronti per volare né lui né la macchina. Coandă entrò nell'abitacolo e diede contatto; dopo qualche minuto di riscaldamento però accese anche il motore a getto azionando il compressore, il quale quasi subito spinse in avanti l'aereo facendo fumo e fiamme dallo scarico. Prima che Coandă potesse rendersi conto di cosa stesse accadendo, si ritrovò a volare. Impressionato dalle fiamme e spaventato dal fatto che fino ad allora aveva pilotato solo alianti, Coandă perse il controllo del mezzo che iniziò a precipitare; in breve l'aereo cadde e si incendiò, ma Coandă rimase illeso.
Egli stesso scrisse dell'accaduto nel 1964: "La macchina guadagnò quota più velocemente di quanto pensassi; non era un mio errore, ma dopo un po' entrò in stallo, si abbatté al suolo e bruciò completamente. Fui veramente fortunato a non essere incastrato sul seggiolino, dato che ero stato lanciato fuori quando l'aeroplano si abbatté al suolo; altrimenti sarei potuto bruciare con esso."
Per i suoi tempi il Coandă 1 era un aereo incredibilmente potente, ma non fu più ricostruito proprio a causa del fatto che la concezione era troppo avanzata mentre le conoscenze aerodinamiche e costruttive dell'epoca non erano confrontabili con questa nuova idea.
Durante il breve volo, Coandă fu in grado di osservare che i gas di scarico abbracciavano il fianco dell'aereo; questo fu il motivo del principio d’incendio a bordo. Passò molti anni a studiare questo fenomeno, noto oggi con il nome di "effetto Coandă", un termine coniato da Albert Metral. Quest’effetto è dovuto alla tendenza di un fluido a seguire il profilo di superfici convesse, invece di mantenere la direzione originale.
Il Campini-Caproni C.C.2 che volò nel 1940 utilizzava la stessa configurazione, mentre comprensibilmente aveva un'aerodinamica ed una presa d'aria più evoluta. Un'altra applicazione del motoreattore si ebbe sul Tsu-11 giapponese. Ultimi esempi di questo tipo di motore furono il Sukhoi Su-5 ed il Mikoyan-Gurevich MiG-13 del 1945.